# Samuel Zbinden
Samuel Zbinden (* 1999) ist ein Schweizer Politiker (Junge Grüne/Grüne). Er ist seit Juni 2019 Mitglied des Luzerner Kantonsrats.

## Politik
Zbinden schloss sich im Jahr 2016 den Grünen Sursee an. Ein Jahr später erlangte er regionale Bekanntheit als Organisator von Schüler-Protesten gegen Sparmassnahmen des Kantons Luzern im Bildungsbereich. Im Oktober 2017 übernahm er mit 18 Jahren als jüngster Ortsparteipräsident des Kantons Luzern die Führung der Grünen Sursee. Zbinden ist Vorstands- und Geschäftsleitungsmitglied der Jungen Grünen Schweiz.
Bei den Kantonsratswahlen 2019 wurde Zbinden ins Luzerner Kantonsparlament gewählt. Seit dem 17. Juni 2019 ist er dort Mitglied der Kommission Wirtschaft und Abgaben. Bei den Schweizer Parlamentswahlen 2019 kandidiert er für den Nationalrat.

## Biografie
Samuel Zbinden arbeitet als Kinderbetreuer in einem Heim für Kinder, die von den Eltern nicht mehr betreut werden können. Daneben ist er Scharleiter der Jungwacht Sursee.